# Kostas Lambru
Kostas Lambru (gr. Κώστας Λάμπρου, ur. 16 września 1991 w Atenach) – piłkarz grecki grający na pozycji bramkarza. Od 2017 roku jest zawodnikiem klubu AFC Ajax.

## Kariera klubowa
Lambru urodził się w Atenach. Karierę piłkarską rozpoczął w Atromitosie Elpida. Potem trafił do Holandii, gdzie grał w Ajaksie Amsterdam. Następnie podjął treningi w Amstelveen Heemraad, a także Feyenoordzie. W 2009 roku awansował do kadry pierwszej drużyny Feyenoordu. Początkowo jednak był trzecim bramkarzem tego klubu i przegrywał rywalizację o miejsce w składzie z Erwinem Mulderem oraz Robem van Dijkiem. W sezonie 2010/2011 został wypożyczony do Excelsioru Rotterdam, jednak nie zaliczył w nim ligowego debiutu. W sezonie 2012/2013 stał się podstawowym bramkarzem Feyenoordu. 15 września 2012 zadebiutował w Eredivisie w wygranym 2:0 domowym meczu z FC Zwolle.
W 2014 roku został wypożyczony do Willem II Tilburg, a w 2015 roku odszedł na stałe do tego klubu. W 2017 roku przeszedł do Ajaksu.
| Sezon   | Klub              | Kraj     | Rozgrywki      | Mecze | Bramki |
| ------- | ----------------- | -------- | -------------- | ----- | ------ |
| 2009/10 | Feyenoord         | Holandia | Eredivisie     | 0     | 0      |
| 2010/11 | SBV Excelsior     | Holandia | Eredivisie     | 0     | 0      |
| 2010/11 | Feyenoord         | Holandia | Eredivisie     | 0     | 0      |
| 2011/12 | Feyenoord         | Holandia | Eredivisie     | 0     | 0      |
| 2012/13 | Feyenoord         | Holandia | Eredivisie     | 12    | 0      |
| 2013/14 | Feyenoord         | Holandia | Eredivisie     | 2     | 0      |
| 2014/15 | Willem II Tilburg | Holandia | Eredivisie     | 33    | 0      |
| 2015/16 | Willem II Tilburg | Holandia | Eredivisie     | 34    | 0      |
| 2016/17 | Willem II Tilburg | Holandia | Eredivisie     | 33    | 0      |
| 2017/18 | AFC Ajax          | Holandia | Eredivisie     |       |        |
| 2017/18 | Jong Ajax         | Holandia | Eerste divisie |       |        |

## Kariera reprezentacyjna
W swojej karierze piłkarskiej Lambru grał w reprezentacji Grecji U-17 oraz U-19, a w 2010 roku zaliczył debiut w reprezentacji U-21.